# Акжар (Толебийский район)
Акжар (каз. Ақжар) — бывшее село в Толебийском районе Туркестанской области Казахстана, ныне микрорайон г. Шымкент. Административный центр Акжарского сельского округа. Находится примерно в 33 км к западу от центра города Ленгер. Код КАТО — 515833100. Исключено из учётных данных в 2014 г.

## Население
В 1999 году население села составляло 3018 человек (1499 мужчин и 1519 женщин). По данным переписи 2009 года, в селе проживал 3191 человек (1609 мужчин и 1582 женщины).